# 8380 Tooting
8380 Tooting (1992 SW17) là một tiểu hành tinh vành đai chính được phát hiện ngày 29 tháng 9 năm 1992 bởi H. E. Holt ở Palomar.